# Стефанівський
Стефані́вський — українське прізвище. Походить від імені Стефан (Степан). Жіноча форма — Стефанівська.

## Відомі носії
- Стефанівський Михайло Адальбертович (1878 — 25 червня 1952) — львівський ремісник, один з організаторів українського міщанства.
- Стефанівський Павло (1932) — поет, етнограф, громадський діяч.